# Histoire de la Savoie de 1815 à 1860
Vous lisez un « bon article » labellisé en 2011.
Cet article a pour sujet l'histoire de l'entité géographique et historique appelée Savoie dans la première partie du XIXe siècle. Pour consulter l'article principal, lire : Histoire de la Savoie. Pour l'histoire des départements français, voir les articles spécifiques : Histoire de la Savoie (département) et Histoire de la Haute-Savoie.
L'histoire de la Savoie de 1815 à 1860 commence avec la défaite de Napoléon à Waterloo et le traité de Paris signé le 20 novembre 1815. Le duché de Savoie est rendu aux princes de Savoie, après vingt-trois ans d’occupation révolutionnaire puis napoléonienne. Cette restauration marque cependant le début d'un éloignement entre la population savoisienne et la dynastie de Savoie. En effet, l’application d'une monarchie autoritaire donne aux Savoyards le sentiment d’être une minorité au sein d’un ensemble italophone, et par-dessus tout, les tentatives d’unification de la péninsule italienne et leurs implications financières semblent être en décalage avec les préoccupations de la population savoyarde.
De plus, l'expérience française permet aux Savoyards de prendre conscience de leurs similitudes culturelles avec leurs voisins français, malgré les différentes annexions. Un brassage culturel s'est fait notamment par le biais de l'armée sous le Premier Empire (1814) : 18 lieutenants-généraux, 800 officiers et 25 000 soldats de l’armée impériale sont d’origine savoyarde, sur un ensemble de 300 000 hommes.
La déchirure s'aggrave lorsque, dans les années 1840, la maison de Savoie met en place une politique expansionniste dans la péninsule italienne qui s'inscrit dans les diverses actions indépendantistes que les Italiens appellent le Risorgimento. La séparation définitive est entérinée par le traité de Turin de 1860 qui remet la Savoie à la France en échange du soutien militaire qu'elle a apporté à la maison de Savoie pour se libérer du joug de l'empire d'Autriche et permettre ainsi de créer le royaume d'Italie dont elle devient les souverains.

« Curieuse destinée que celle des pays que nous nommons Savoie : terre d’Empire au Moyen Âge, mais partagée dès l’origine entre l’appel de la vallée du Rhône et celui de la vallée du Pô. Berceau au cours des siècles, d’une dynastie de langue et de culture française, mais dont les hasards de l’histoire ont fait la mère de l’unité italienne, en lutte selon les époques, contre le Dauphiné, contre le Valais, contre la calviniste Genève, contre le Milanais, et réussissant malgré ces guerres incessantes, à se doter d’une armature administrative d’une remarquable précocité, longtemps sujet de discorde entre la France et le Saint-Empire, puis entre la France et l’Espagne, enfin entre la France et l’Autriche, aujourd’hui trait d’union entre les deux pays amis qui occupent les deux versants des Alpes. »

— Avant-propos par André Chamson, directeur général des Archives de France, de l’Académie française

## Victor-EmmanuelIerde Sardaigne (1802 - 1821) et le «buon governo»

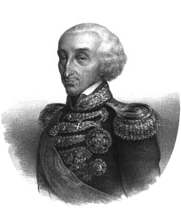
(1759-1824).

Le retour du duché de Savoie dans le giron du royaume de Sardaigne ne se fait définitivement qu’à partir du traité de Paris de 1815. Le roi Victor-Emmanuel Ier de Sardaigne tente alors de mettre en place une monarchie autoritaire, mais il abdique en 1821, refusant d’accorder une Constitution, face aux prémices insurrectionnels.

### La réorganisation du duché

Partage de la Savoie après le traité de Paris du 30 mai 1814.

Le traité de Paris du 30 mai 1814 ne rend au roi de Sardaigne qu’une partie du territoire ducal. En effet, l’article 2 du traité stipule que la France conserve ses limites d’avant le conflit européen, mais les suivants permettent à celle-ci de s'accroître. Ainsi, les articles 7 et 8 indiquent que la majeure partie de la Savoie Propre avec Chambéry, qui reste le chef-lieu, et le Genevois avec Annecy restent à la France sous le nom de « département du Mont-Blanc ». La partie restituée au roi de Sardaigne reprend l’ancien titre de duché de Savoie avec l’installation du gouverneur, de l’intendant général et du Sénat de Savoie (réduit à sept membres) dans la ville de Conflans, nommée Albertville en 1835, lors de sa fusion avec la commune de l'Hôpital-sous-Conflans. Joseph de Maistre considérait cette division de la population savoyarde comme « insupportable » :

« Pauvre Savoie, Sire ! Comme cet ancien héritage est traité ! Au moins si elle n'était pas divisée, en pleurant son ancien maître, elle aurait la consolation de conserver son intégrité ; mais cette division de l'indivisible est insupportable. Que fera cette poignée de malheureux pressés sur les Alpes et obligés d'aller demander justice au-delà des monts dans une langue étrangère ? C'est bien malheureux et de toute manière. Pourquoi ne pas nous laisser comme nous étions ? Ceux qui consacrent la prescription de trente ans dans leurs tribunaux devraient bien respecter celle de huit siècles dans leurs traités. »

— Joseph de Maistre, à Saint-Pétersbourg, au roi de Sardaigne
Il faut donc attendre le traité de Paris du 20 novembre 1815 pour retrouver l’unité savoyarde. Toutefois, quelques communes sont cédées au canton de Genève. Le duché se réorganise et Chambéry redevient la capitale accueillant à nouveau les différents services administratifs. Une nouvelle réorganisation territoriale avec des provinces est mise en place, :
| Province      | Chef-lieu                  | Mandement | Commune | Évolution |
| ------------- | -------------------------- | --- | ------- | --- |
| Savoie Propre | Chambéry capitale du duché | 12 Aix ; Chambéry ; Chamoux ; Châtelard ; Échelles ; Montmélian ; La Motte-Servolex ; Pont-de-Beauvoisin ; La Rochette ; Saint-Genix ; Saint-Pierre-d'Albigny ; Yenne | 142     | En 1818, ajout du mandement de Ruffieux. |
| Chablais      | Thonon                     | 6 Abondance ; Biot ; Bons ; Douvaine ; Evian ; Thonon | 58      | En 1818, le mandement de Bons disparait. |
| Faucigny      | Bonneville                 | 9 Bonneville ; Chamonix ; Cluses ; Megève ; La Roche ; Saint-Jeoire ; Sallanches ; Samoëns ; Taninges                                                                 | 69      | En 1818, disparition du mandement de Megève, création de celui de Saint-Gervais. |
| Genevois      | Annecy                     | 6 Annecy ; Duingt ; Faverges ; Talloires ; Thônes ; Thorens-Sales | 74      | En 1818, disparition du mandement de Talloires, réunion des mandements de Rumilly et d'Albens. |
| Haute-Savoie  | Conflans puis Albertville  | 4 Beaufort ; Conflans ; Grésy ; Ugines | 41      | Création en janvier 1816. |
| Maurienne     | Saint-Jean-de-Maurienne    | 7 Aiguebelle ; La Chambre ; Lanslebourg ; Modane ; Saint-Étienne-de-Cuines ; Saint-Jean-de-Maurienne ; Saint-Michel                                                   | 69      | En 1818, disparition du mandement de Saint-Étienne. |
| Rumilly       | Rumilly                    | 4 La Biolle ; Ruffieux ; Rumilly ; Seyssel | 60      | Création en décembre 1816. Suppression en 1818 pour être partagée entre les provinces de Savoie-Propre, du Genevois et de Carouge.                                                                                             |
| Tarentaise    | Moûtiers                   | 5 Bourg-Saint-Maurice ; Bozel ; Moûtiers ; Sainte-Foy ; Saint-Jean-de-Belleville                                                                                      | 56      | En 1818, disparition du mandement de Sainte-Foy. |
| Carouge       | Saint-Julien               | 3 Annemasse ; Reigner ; Saint-Julien | 58      | Disparition de la première province lors du traité de Turin de 1816 avec le rattachement de vingt-quatre communes à la Suisse, permettant ainsi la création du canton de Genève. Rattachement en 1818 du mandement de Seyssel. |

Les provinces du duché de Savoie

### Un régime autoritaire
Victor-Emmanuel Ier de Sardaigne s'efforce d'instaurer une société cloisonnée en classes, reposant sur des pouvoirs policiers élargis. La noblesse et les familles d'affaires riches qui détiennent des responsabilités publiques, législatives ou administratives font partie de la classe riche. Les armes, le barreau, la médecine et la robe sont des professions ouvertes à la classe dite moyenne. Le travail manuel est l'héritage de la classe pauvre.

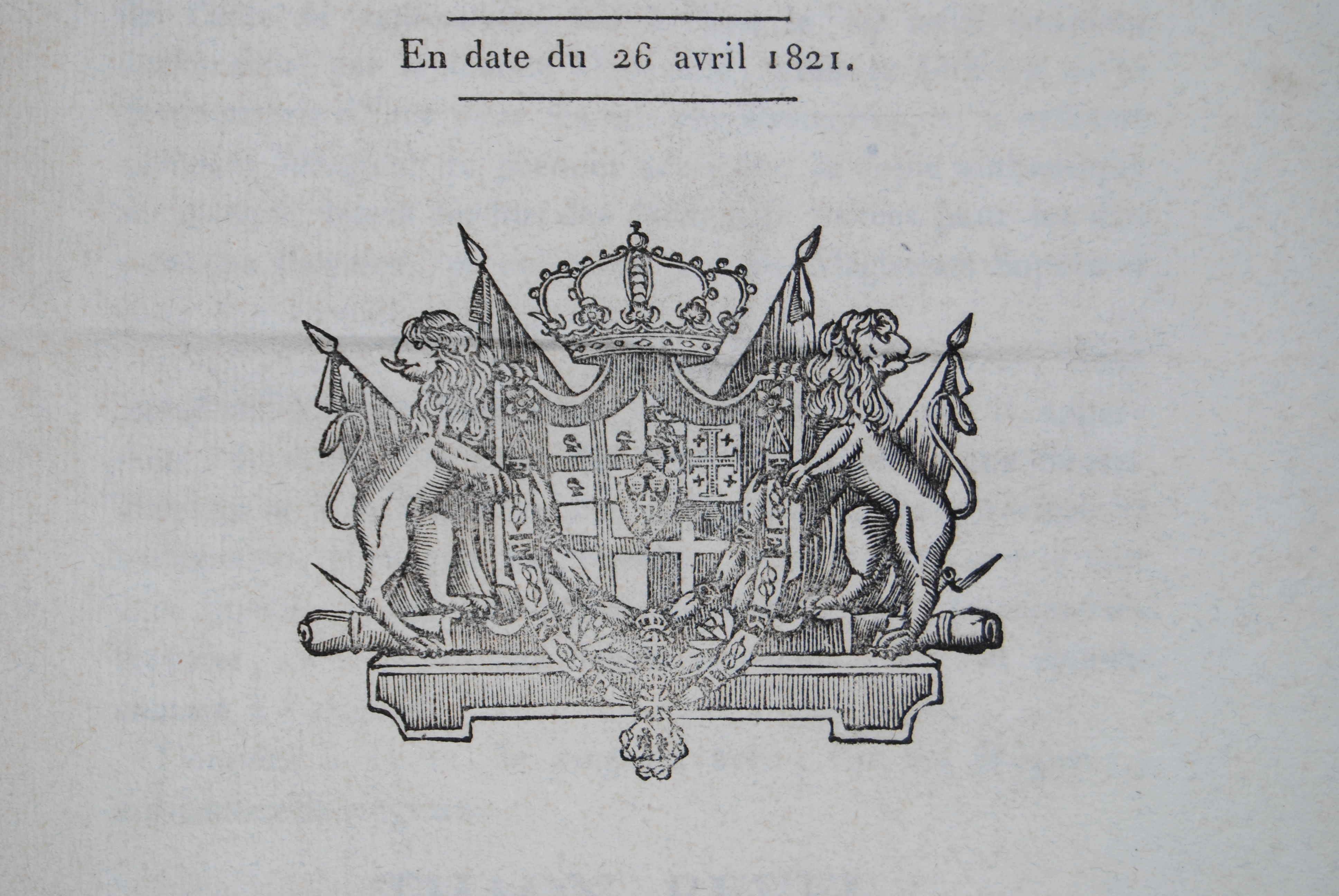
Les armoiries du royaume de Sardaigne (1821).

Les carabiniers royaux reçoivent, le 5 janvier 1815, la mission de pourchasser les individus nuisibles à la société, le nombre de mendiants est considérable en Savoie. Le pouvoir de police est accaparé par les militaires (commandants, majors), rendant une justice expéditive, sans jugement. Joseph de Maistre dénonce cette « tyrannie des majors de place piémontais ».
Cette organisation vigilante sur une société aux bonnes mœurs, et sur une paix communale basée sur la force et l'intimidation policière est surnommée par les Savoyards et par dérision : « Le buon Governo ». La bourgeoisie savoyarde trouve ce régime éloigné des affaires publiques, et trop voué à la défense des intérêts du trône. Par ailleurs, les seules sources d’informations critiques dont elle dispose proviennent de France ou de Genève.
La religion catholique, apostolique et romaine est déclarée religion officielle du royaume, les autres cultes sont tolérés.
Si le clergé s'est vu amputé d’une grande partie de ses biens et droits personnels, en décembre 1792, il peut en revanche asseoir son influence sur ce nouveau régime ; les prêtres, qui tiennent déjà les registres d'état civil et le contrôle des écoles communales, introduisent dans les programmes scolaires l'enseignement religieux ainsi que la lecture et l’écriture de la langue italienne. Le retour du catholicisme d’État marque la reconstruction du patrimoine religieux détruit sous la Révolution, et pas moins de 130 églises néoclassiques sardes sont édifiées, nommé parfois le « dernier grand courant architectural savoyard ».
Cette politique trouve ses opposants auprès des libéraux que l'on retrouve dans les rangs des Carbonari, une société républicaine et secrète qui avait pour but l’établissement d’un gouvernement démocratique. Ceux-ci passent à l’action dans le Piémont en mars 1821, mais aussi en Savoie. Le royaume de Sardaigne fait appel à l'Autriche dont les troupes répriment durement l'insurrection. De nombreux agitateurs sont condamnés à mort, ainsi que des officiers, sous-officiers et parlementaires carbonari. La majorité de la population reste sans réaction et la politique gouvernementale ne change pas. Cependant l’activisme de ces sociétés pousse le souverain Victor-Emmanuel à abdiquer en 1821 en faveur de son frère, Charles-Félix.

### Les lois et les juges
Dans le § 15, liv. 3, lit. 2 des Lois et Constitutions de sa majesté le roi de Sardaigne, il est dit que les décisions des magistrats et des sénateurs doivent préserver les Lois, les Constitutions du pays, et les statuts des lieux où l'affaire s'instruit. Les lois et ordonnances du pouvoir sont toujours rédigées en langue italienne, et traduites en français pour les publier dans le duché de Savoie.

#### Le corps judiciaire
Le Sénat : Après le roi, les dignitaires autoritaires sont les sénateurs. Ils ont pour charge d'instruire les procès des hauts dignitaires, et de faire exécuter les volontés princières. Le siège du Sénat en Savoie est situé à Chambéry. Ce grand corps judiciaire se compose de deux chambres, la chambre des comptes et la chambre d'appel en révision auprès du roi pour les affaires civiles (ce fut le roi Emmanuel-Philibert de Savoie qui institua les grands corps judiciaires, après avoir supprimé les États-Généraux de Savoie). Ces magistrats nommés par le roi sont administrés par un président (portant le titre d’excellence), chargé d'entériner les édits, les lettres-patentes et provisions qui émanent de l'autorité suprême, c'est-à-dire de la Maison de Savoie. Les arrêts donnés par le sénat sont sans appel, et sont exécutoires dans les vingt-quatre heures.
Les tribunaux : « Dans chaque chef-lieu des huit provinces de la Savoie, il existe un tribunal de "judicature mage" composé de deux juges mages et d'un président ». Ce tribunal existe depuis 1823, et instruit toutes les affaires civiles dont la valeur excède trois cents francs, ainsi que les appels rendus sur sa province. On ne peut faire appel du jugement de ces magistrats que lorsque l'importance de la cause dépasse la somme de mille francs. Avant 1823, la judicature mage ne comptait qu'un seul juge. C'est à partir de cette année que le système hypothécaire (droit de propriété, biens-fonds, etc.) existe en Savoie.
Les conciliations : En deçà de cette somme, le châtelain est chargé de concilier toutes les discussions, et les contestations entre habitants.

#### Condamnations à mort
Par décret du Sénat, une personne condamnée, avertie par le greffier criminel du jugement prononcé, se trouve à la disposition de l'exécuteur des hautes œuvres (bourreau). Le public peut aller voir l'agonie du condamné, enchainé à un tabouret dans la prison, pendant vingt-quatre heures. Le jour de l'exécution, les cloches de la ville annoncent aux habitants, que le condamné marche au supplice. À la porte de la prison, des pénitents accompagnent le condamné en chantant des psaumes, guidés par un prêtre. Le bourreau tient la corde déjà passée autour du cou de la victime, en exécutant le tour de la ville, avant de se rendre sur un gibet pour l'exécution par pendaison.

#### Condamnations aux galères
Le condamné aux galères est amené sur la place des condamnations à mort pour suivre le supplice. Il est ensuite trainé autour de la ville, avec une rame de chaloupe sur ses épaules (emblème du châtiment), surveillé par des soldats de justice, et accompagné par le tocsin. Il restera enchainé jusqu'à son départ aux galères.

### Le retour aux sources
À la suite du retour dans les États de Savoie, les élites locales développent les sociétés savantes. Ainsi, en 1819, l'Académie de Savoie ou L'Académie des sciences, belles-lettres et arts de Savoie fait son apparition dans le duché, sur le modèle de l'Académie de Turin, à l'instigation de quatre fortes personnalités locales : le cardinal Alexis Billiet, évêque de Chambéry, le général comte François de Mouxy de Loche, le sénateur comte Xavier de Vignet, et le chevalier Georges-Marie Raymond, lettré-mathématicien, fondateur du journal Savoie. Quelques décennies plus tard, d'autres sociétés savantes se développent : à Annecy, en 1851, des personnalités comme le député Jules Philippe ou le magistrat Camille Dunant réactive l'Académie florimontane, fondée en 1607 par François de Sales et le Président Antoine Favre ; à Chambéry, en 1855, Claude Saillet, professeur de littérature, François Rabut, professeur d'histoire, et Joseph Dessaix, journaliste, écrivain et historien, fondent la Société savoisienne d'histoire et d'archéologie (SSHA) et, en 1856, en Maurienne, le docteur Mottard créé la Société d'histoire et d'archéologie de Maurienne. Chacune d'elles devient un lieu de rencontre, un moyen de promouvoir une identité dans le royaume sarde.

## Charles-Félix de Sardaigne (1821 - 1831) et les espoirs déçus

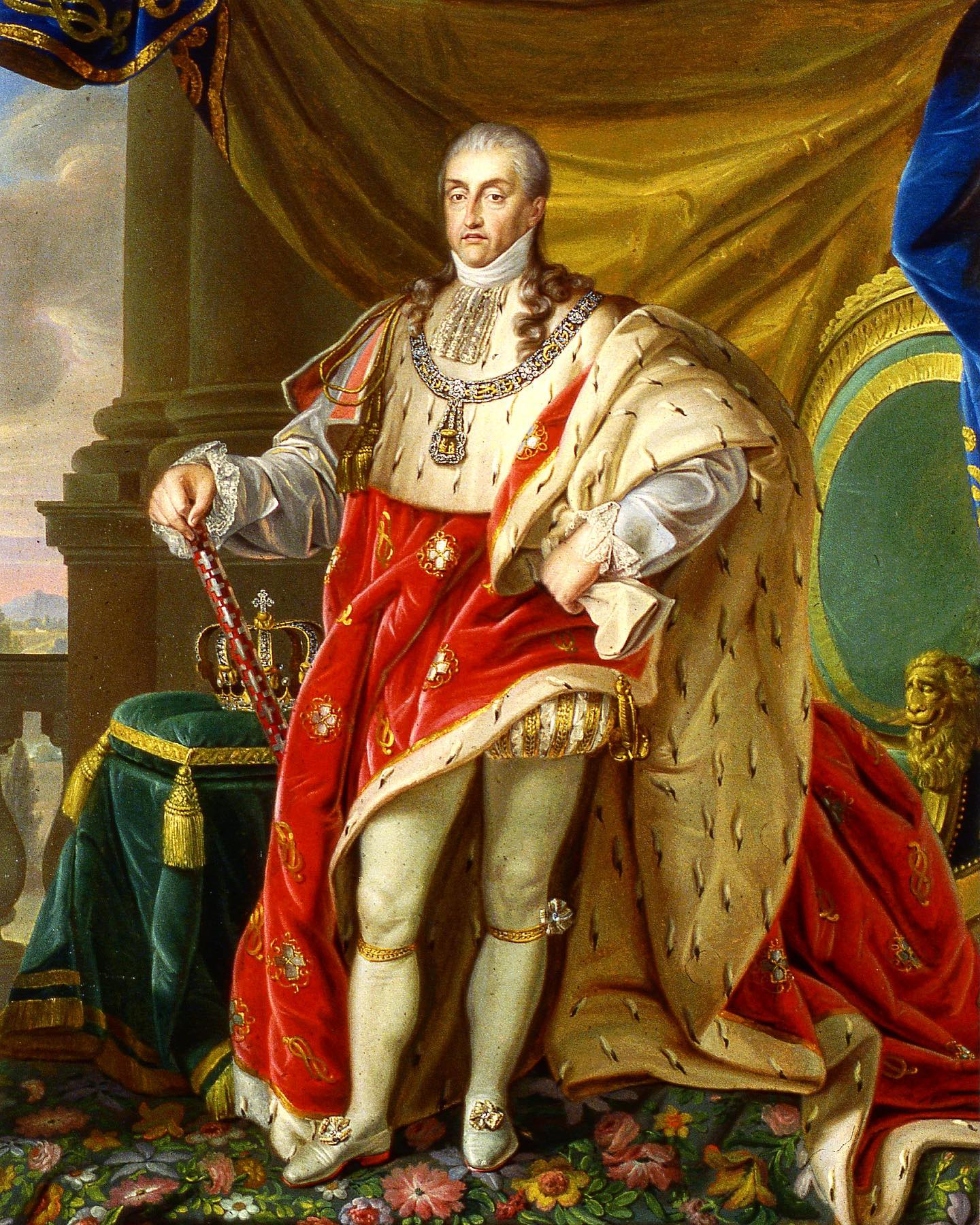
Charles-Félix de Sardaigne.

La révolution piémontaise de 1821 donne un espoir en Italie pour la mise en place d’une constitution libérale. Sous la pression, en attendant le retour du prince Charles-Félix de Sardaigne, le régent Charles-Albert de Savoie-Carignan met en place cette constitution libérale, dite « espagnole », inspirée des Cortès d'Espagne de 1812. À son retour, Charles-Felix abolit celle-ci au profit d'une monarchie autoritaire.

### La régence de Charles-Albert
La péninsule italienne est agitée par les sociétés secrètes, faisant la promotion des idées libérales. Une conjuration piémontaise se met en place dès 1820 et éclate en janvier 1821. Menée par Santorre di Santa Rosa, les conjurés veulent voir la fin de l'absolutisme du roi Victor-Emmanuel Ier de Sardaigne, favorable aux Autrichiens, et veulent mener une guerre d'indépendance. Ils se rapprochent alors du cousin du roi, Charles-Albert de Savoie-Carignan, second prétendant au trône. Initié aux idées des Lumières à Paris et Genève, Charles-Albert entretient l’espoir de remplacer le Buon Governo par un régime libéral, en raison de ses anciennes sympathies pour les carbonari. Les libéraux se souviennent que le souverain a été un des officiers de l'armée envoyée par Louis XVIII contre les Espagnols. Face aux tensions de plus en plus fortes, le comte di Santa Rosa incite Charles-Albert à servir de médiateur auprès de son oncle pour obtenir une constitution libérale, voire engager une guerre d'indépendance. Le 10 mars 1821, dans le Piémont, la garnison d'Alexandrie, sous l'influence des carbonari, se soulève. Le roi doit agir vite afin d'éviter que la rébellion s'étende. En l'absence de son frère, Charles-Félix de Sardaigne, en visite à Modène auprès de son beau-père le roi Ferdinand Ier des Deux-Siciles, il confie, dans la nuit du 12 au 13 mars 1821, la régence à Charles-Albert de Savoie-Carignan en espérant que celui-ci, non préparé à la succession, échoue et que l'Autriche intervienne.
Le soir même, Charles-Albert promulgue une constitution inspirée de celle des Cortès d'Espagne de 1812. Trois jours plus tard, Charles-Félix condamne l’attitude libérale de son neveu par le biais d'une proclamation et se prépare à reprendre son trône. Il somme Charles-Albert de le rejoindre et d'abandonner les libéraux, celui-ci s'exécute secrètement dans la nuit du 20 au 21 mars. Le 8 avril, les armées autrichiennes entrent en Piémont et écrasent les troupes libérales à Novare Les libéraux restant sont pourchassés, envoyés au bagne ou exécutés. La Savoie ne semble pas réagir face aux évènements. Charles-Albert, entré en disgrâce, se retire à Florence (Toscane).

### Maintien d'un régime monarchique et intérêt pour la Savoie

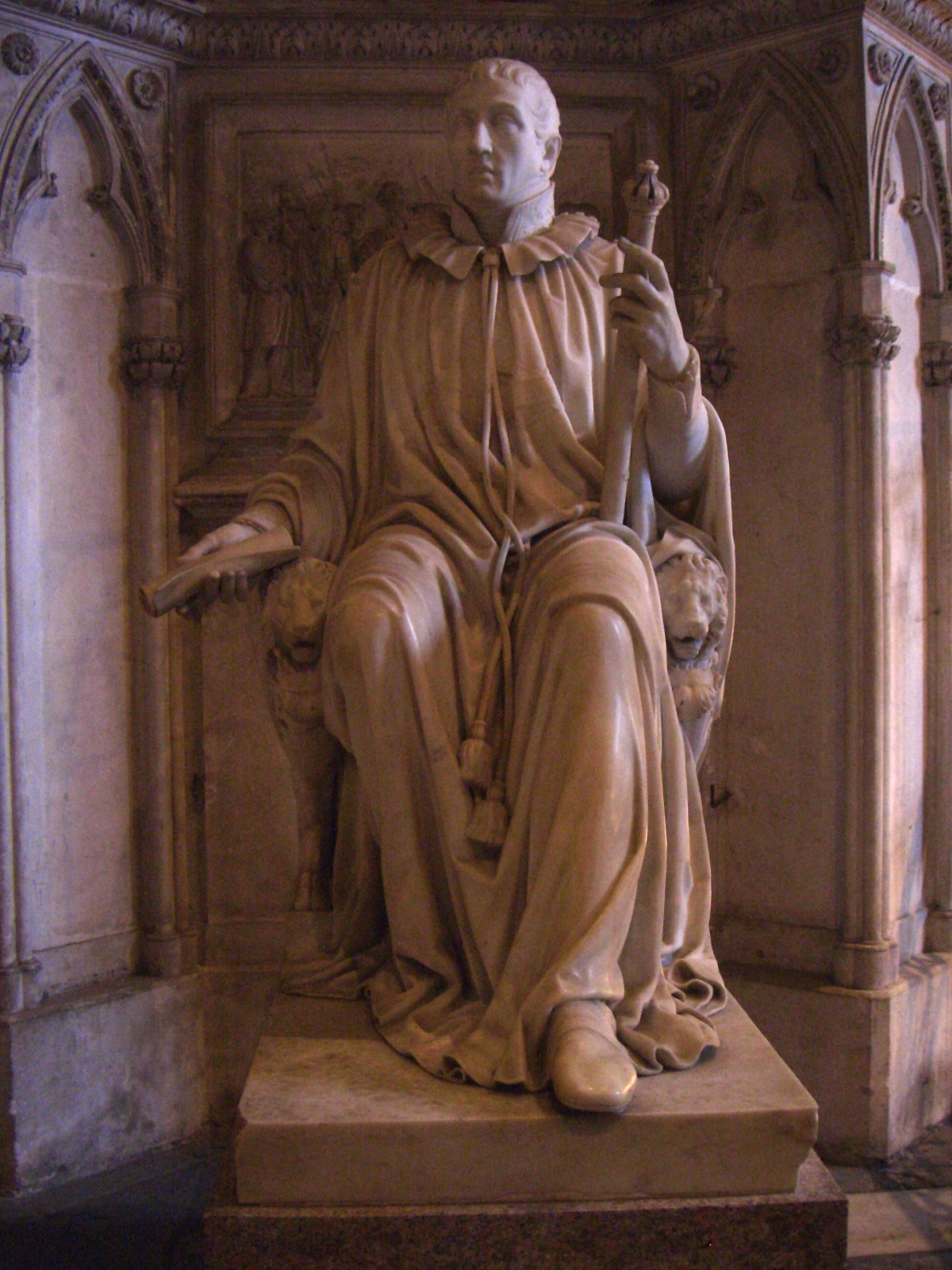
Charles-Félix de Sardaigne est enterré à l'abbaye royale d'Hautecombe.

Charles-Félix de Sardaigne revient à un régime d'ordre, conservateur. Seuls deux Savoyards se trouvent aux affaires du royaume aux côtés de Charles-Félix. Le comte Roget de Cholex, ministre de l'Industrie, et le comte Sallier de La Tour, premier secrétaire d'État des affaires étrangères, sont les seuls ministres savoyards à assister aux conseils du Roi.

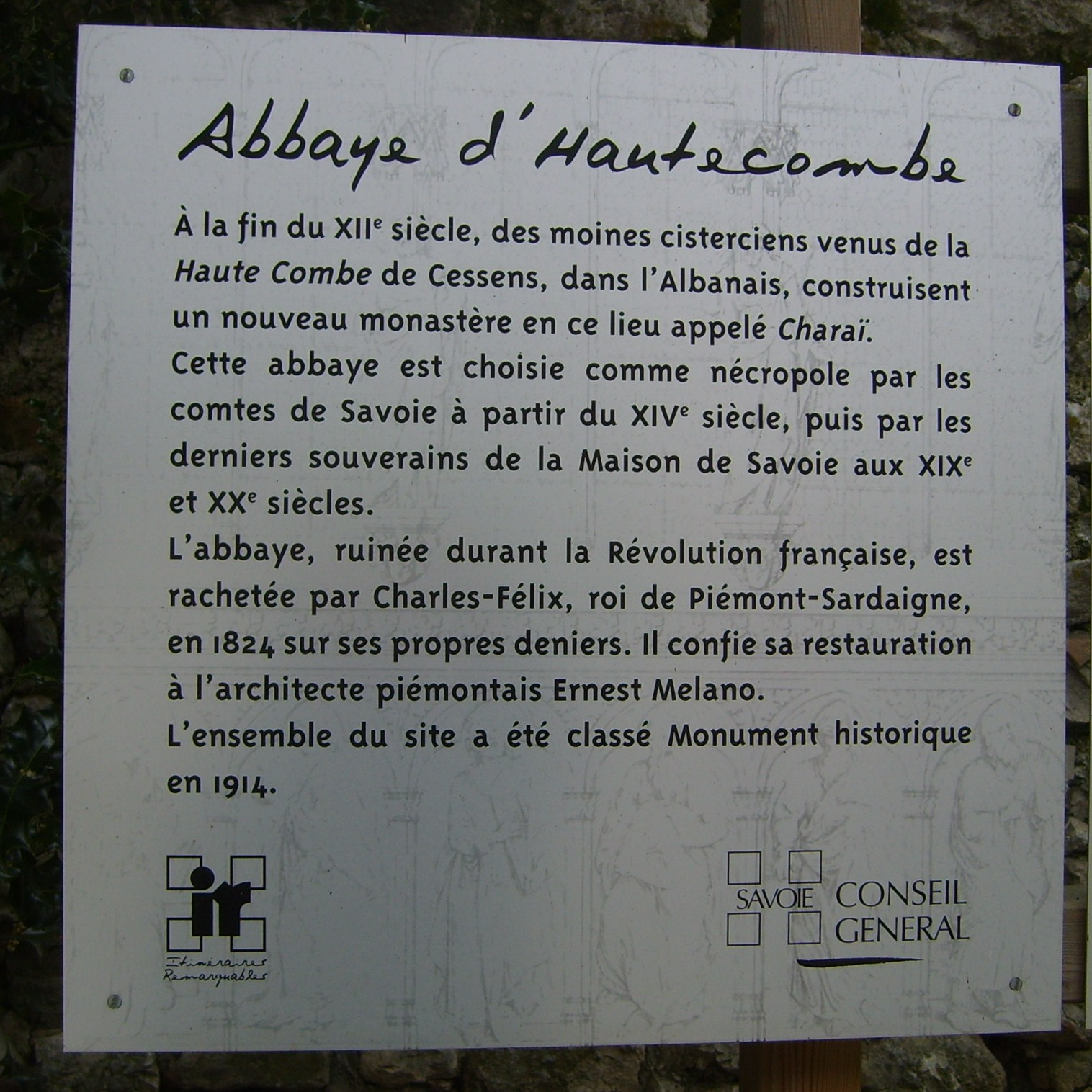
Plaque commémorant l'achat de l'abbaye royale d'Hautecombe en 1824 par Charles-Félix de Savoie.

Charles-Félix multiplie les actes en faveur du berceau de sa famille, notamment dans les domaines religieux et architectural. En 1822 il rétablit le diocèse d'Annecy, en 1824 ceux de Maurienne et de Tarentaise. L'église Saint-François, chapelle du premier monastère de la Visitation, est restaurée en 1826. Il ordonne le retour des ossements de saint François de Sales et de sainte Jeanne de Chantal, cachés au château de Duingt par les Visitandines pendant la Révolution française, et assiste à la translation des reliques à Annecy.
Toujours pour réaffirmer l’antériorité de sa famille et de ses liens avec l’Église, il achète l’abbaye d'Hautecombe, nécropole de la maison de Savoie, qui avait été saccagée puis vendue comme bien national. Il charge l’architecte italien Ernesto Melano de relever les lieux, alors devenus une faïencerie. Ravi du résultat, Charles-Félix le fait chevalier de l’ordre des Saints-Maurice-et-Lazare et lui confie la restauration de l’abbaye de Tamié. Le néogothique troubadour surprend cependant. Henri Ménabréa, bibliothécaire à la bibliothèque municipale de Chambéry, écrira que « l’architecte italien donne un style nouveau à l’abbaye, dit coquet et troubadour, en décalage avec la rudesse guerrière des premiers comtes de Savoie ». Charles-Félix de Savoie, dernier descendant direct des Blanches-Mains ou Humbertiens, choisira d'ailleurs de se faire enterrer dans cette ancienne nécropole de la Maison de Savoie, en 1831. Sa femme, Marie-Christine, poursuit les travaux jusqu'en 1846.

### Les prémices de la révolution industrielle

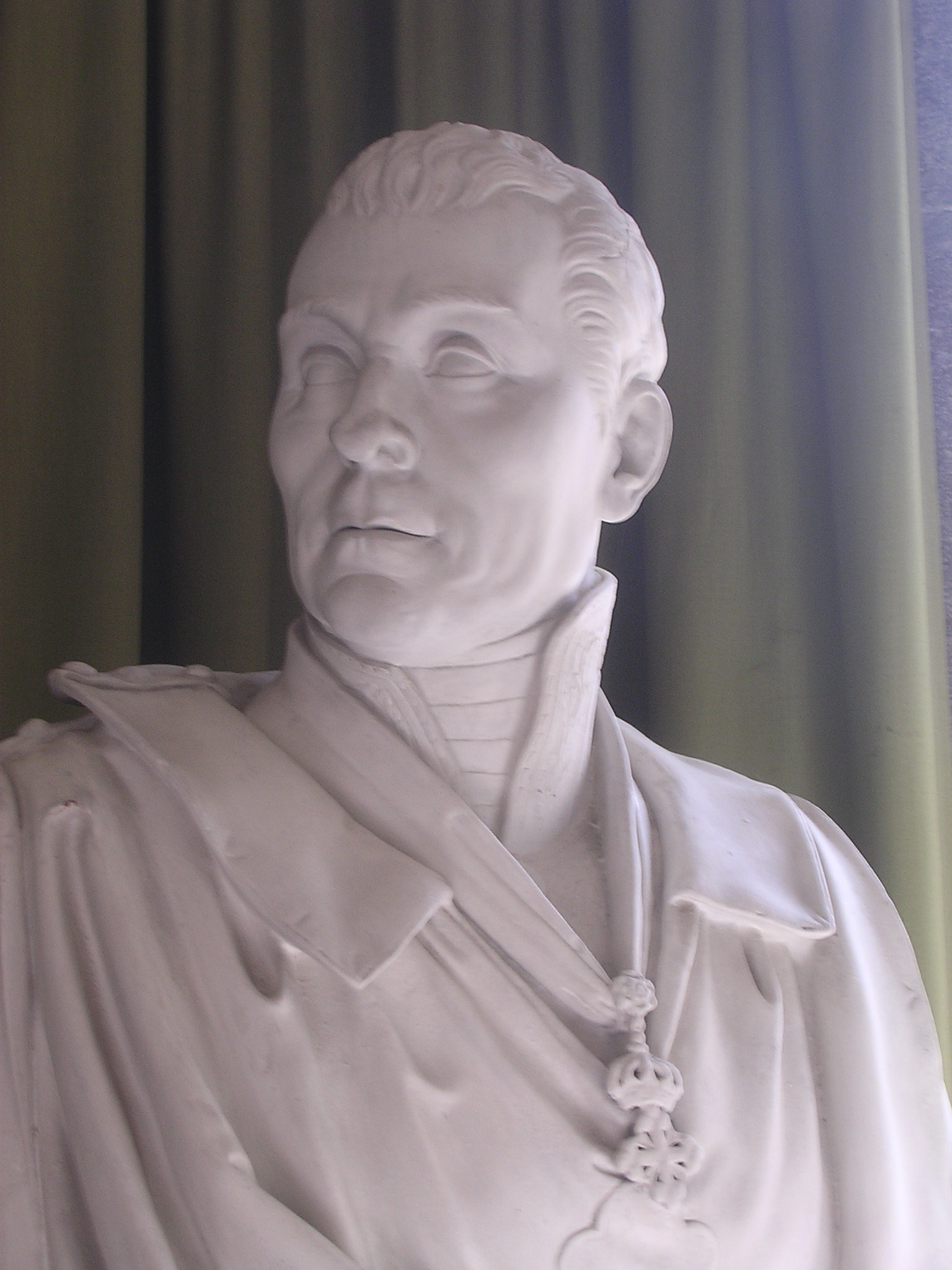
Le général Benoît de Boigne fondateur d'un asile de pauvres et de vieillards à Chambéry.

Pour surmonter les handicaps des frontières douanières imposées par les autorités françaises, les liaisons entre Albertville et Genève sont améliorées et des lois douanières libérales sont prises pour aider les commerçants. Dans toute la Savoie se développent des œuvres sociales d'assistance publique, aidées par le général Benoît de Boigne sur le territoire de Chambéry telles la fondation d'un asile de pauvres et de vieillards, celle d'un hôpital pour contagieux, l'agrandissement de l'Hôtel-Dieu, l'aide aux prisonniers, l'accès aux bibliothèques et aux sociétés savantes locales.
L'agriculture reste la principale ressource de la Savoie. En 1825, la Chambre royale d'agriculture et de commerce de Chambéry est fondée pour améliorer et encourager la diversification des cultures. Les espaces agricoles appartiennent majoritairement à la noblesse et la bourgeoisie locales. L'historien Pierre Barral rappelle que, dans les comices agricoles, « le recrutement était limité à un nombre restreint de grands propriétaires n'exploitant presque jamais eux-mêmes, ils agissaient ainsi, au nom de l'influence qui revenait aux notables dans une société fondée sur la richesse établie ».

Les premières excursions en montagne ont lieu, à l'initiative d'une élite bourgeoise, ce qui offre quelques débouchés aux agriculteurs de montagne. 

« Les habitants de Lanslebourg-Mont-Cenis sont naturellement robustes, actifs et laborieux. La plupart s'occupent à conduire ou à transporter les voyageurs, ainsi que leurs bagages, à travers le Mont-Cenis, et à les conduire ou à les ramasser pendant la saison des neiges, à leur retour du Piémont. On appelle dans le pays, se faire ramasser, descendre la montagne en ligne droite étant assis sur un traineau où deux personnes peuvent se placer et qu'un seul homme placé au-devant dirige au moyen de ses talons, avec une hardiesse et une dextérité surprenantes. Quand on est ainsi descendu à Lanslebourg-Mont-Cenis, le conducteur charge lui-même sa petite voiture sur ses épaules et remonte au lieu appelé "la ramasse" pour y attendre d'autres voyageurs. »

— Citation : Statistique du département du Mont-Blanc (1802) par Jean-Joseph de Verneilh-Puyraseau
Par ailleurs, le développement de l'horlogerie savoisienne en Faucigny s'effectue avec la création d'une École royale d'horlogerie à Cluses par Achille Benoit, en 1848. Cette institutionnalisation, d'une industrie présente dès le XVIIIe siècle, a pour but de mettre fin à l'émigration de travail locale,. La formation en horlogerie est complétée par celle de la mécanique et de l'électricité dans les années 1890.

### Un enseignement primaire
Les communes de Savoie disposent lors de la Restauration sarde, de nombreuses écoles héritées de l'occupation française à partir de 1792, mais bien qu'étant mal équipées, un ouvrage de 1847 indique que « le duché de Savoie, qui contient 629 communes, possède 647 écoles primaires pour les garçons et presque autant pour les filles ». Il y a 1 900 écoles primaires lors de l'annexion. Ainsi 85 % des villages de Tarentaise possèdent une école au début du XIXe siècle. Cependant celles-ci ne fonctionnent que quelques mois par an, particulièrement pendant la période hivernale. L'enseignement est donné par un instituteur saisonnier, peu formé et mal payé. La présence de l'école est le fait soit du syndic, soit des parents, et est parfois subventionnée par un bourgeois, originaire du village, ayant réussi. Souvent l'enseignement du français est dispensé par un prêtre catholique de la paroisse appelé "vicaire-régent" anti-calviniste, ou par des confréries religieuses.
Dans plusieurs écoles, l'usage veut que chaque élève apporte des chauffoirs ou couvets (bûches de bois) pour réchauffer la salle de classe. De ces couvets se dégage une si grande quantité de dioxyde de carbone, surtout par temps humide, qu'il n'est pas rare de voir cinq ou six élèves tomber à demi-asphyxiés.

## Charles-Albert de Savoie-Carignan (1831 - 1849) et le régime libéral

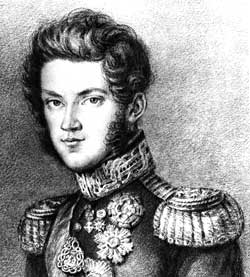
Portrait de Charles-Albert de Sardaigne en 1817.

Durant son exil, Charles-Albert de Savoie-Carignan s’engage comme simple soldat contre les libéraux espagnols, aux côtés du duc d’Angoulême, neveu de Louis XVIII. Il participe à la bataille du Fort du Trocadéro, le 31 août 1823, sa bravoure lui vaut le titre de premier grenadier de France. Son retour auprès de Charles-Félix ne se fait qu’après le jurement de renoncer à modifier les fondements de la monarchie et à conserver intacte le pouvoir absolutiste. En 1829, il est fait vice-roi de Sardaigne puis à la mort de Charles-Félix, en 1831, il devient roi de Sardaigne. Les idées libérales de sa régence sont désormais loin, mais les grands principes se diffusent dans le royaume et notamment en Savoie.

### Le choix de l’attachement contre le libéralisme
Les aspirations libertaires parcourent la Savoie et principalement le milieu bourgeois. Ainsi, à la suite d'un sermon virulent contre le libéralisme par le jésuite français Claude Guyon, en janvier 1832, une insurrection anticléricale secoue Chambéry. L'année suivante, des officiers piémontais de la garnison de Chambéry, partisans de la Jeune Italie républicaine de Giuseppe Mazzini se mutinent, douze d'entre eux sont fusillés au printemps. Une délégation apostolique, instituée par Grégoire XVI pour surveiller le clergé savoyard, jugé trop favorable aux idées libérales, est chargée de trouver des solutions. Cependant le Sénat de Savoie les refusent le 30 janvier 1833 car jugées de « dangereuses innovations dont la publication jetterait l'effroi dans les consciences et la désunion dans les familles »,
En 1834, Giuseppe Mazzini essaye de provoquer un soulèvement général dans le royaume et charge le génois Jérôme Romarino, ancien général français napoléonien, de soulever la Savoie avec des révolutionnaires polonais, italiens et quelques Savoyards émigrés volontaires. Les hommes s’infiltrent en Savoie depuis les régions d'Annemasse et des Échelles. Malgré les idées libérales — Droits de l'homme, lutte contre la misère des paysans et ouvriers, pour des taux des salaires, la nécessité des associations, etc. — qu'ils tentent de promouvoir, ils sont pourchassés par les paysans. C'est un véritable échec,.
Les Savoyards, malgré l'intérêt porté aux idées libérales, refusent en réalité de se soulever contre leur roi. Cet attachement est réciproque, Charles-Albert évoque dans une lettre datée du 12 janvier 1849 à son ami, le député conservateur Louis-Marie Pantaleon, marquis Costa de Beauregard, qu' « en aucun temps, aucun souverain ne l'a aimé (la Savoie) autant que moi et n'a plus ardemment désiré de procurer son véritable bien et sa félicité ». Cet attachement du souverain à la terre de ces ancêtres se manifeste lors de sa décision de fusionner l’antique cité de Conflans avec le bourg de l'Hôpital-sous-Conflans fondé au XIIe siècle par les chevaliers de l’Ordre de Saint-Jean de Jérusalem, au confluent de l'Isère et de l'Arly. Il donne son nom à cette commune : Albertville, dont il finance le développement.

### Le virage libéral du roi et l’incompréhension savoyarde

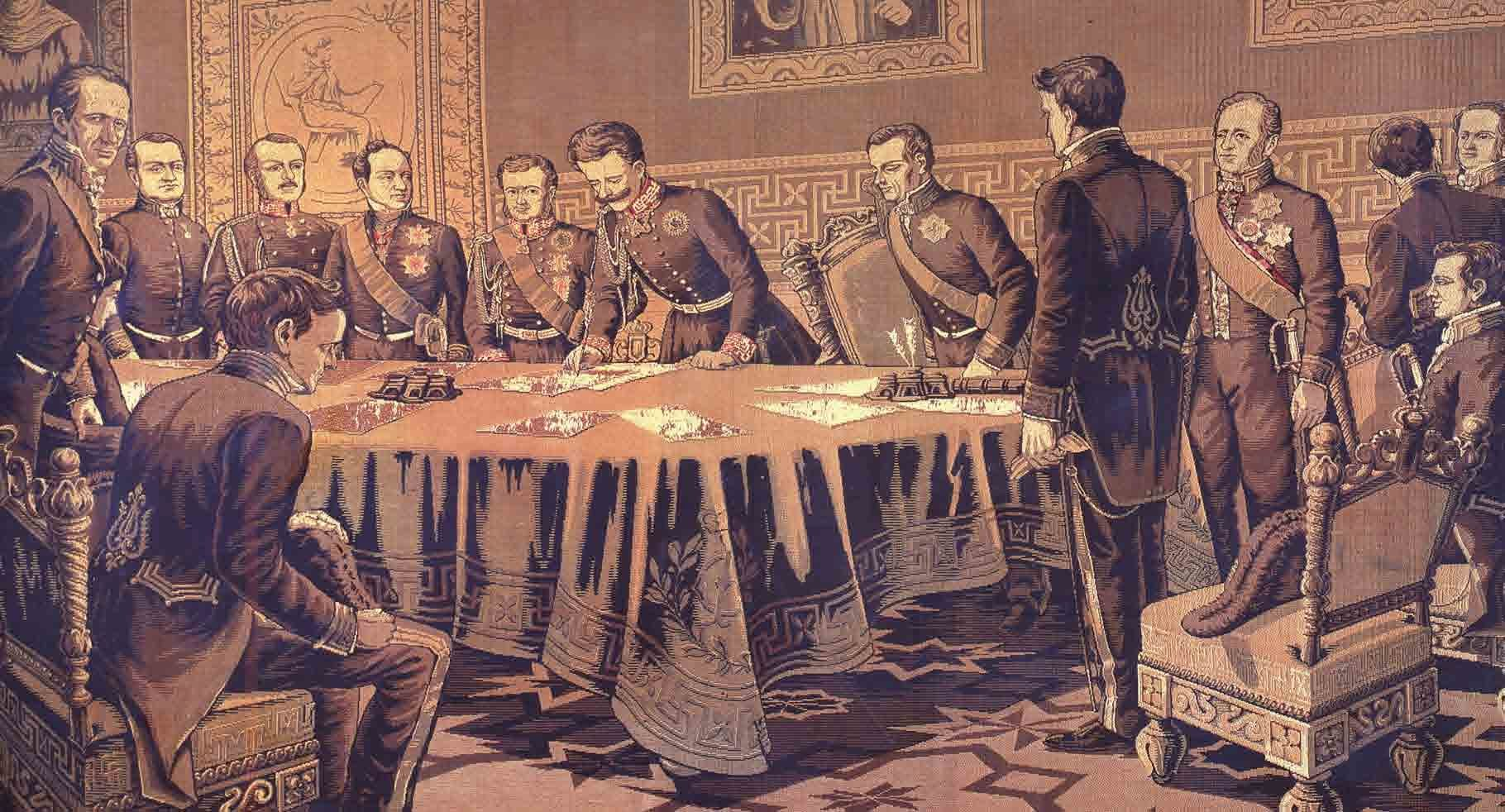
Charles-Albert de Sardaigne signant le Statut albertin (4 mars 1848).

Les États italiens en 1843, la Savoie dans le royaume de Sardaigne.

À partir des années 1846, la politique de Charles-Albert déroute les savoyards. À nouveau influencé par le courant libéral, il modifie le secteur judiciaire et l'administration en mettant en place l’élection des conseils communaux. En 1847, deux grandes tendances politiques semblent se dessiner au royaume de Sardaigne. Une tendance républicaine et révolutionnaire d’inspiration mazzinienne, et une tendance monarchique favorable à plus de libertés politiques et à plus de progrès économiques sous l'égide de Cesaro Balbo, Massimo d'Azeglio et Camillo Cavour. L'ensemble constitue un mouvement appelé le Risorgimento (Résurrection). La relance de la politique italienne trouble les savoyards, qui ne se sentent pas concernés par celle-ci. C'est dans ce contexte que Le Courrier des Alpes, journal de la Savoie et des États Sardes apparaît le 3 février 1843. Il s’agit d’un journal d'opposition de Jacques-Marie Raymond, puis de son frère Claude-Melchior Raymond avec le poète Jean-Pierre Veyrat, créé à Chambéry. Il fait suite au Journal de Savoie : feuille politique, religieuse, littéraire, et contenant ce qui intéresse l'agriculture et les arts (1815-1842). Le contenu est de tendance plutôt catholique et monarchique, conservateur.
Devant les nouvelles tensions dans la péninsule italienne, le pape Pie IX nouvellement élu, promulgue quelques réformes libérales en mars 1847 dans les États pontificaux, qui lui valent de nombreuses sympathies, et en octobre 1847 Charles-Albert se sépare de son ministre Clemente Solaro della Margherita très impopulaire dans le royaume. Ce virage s’accélère dans le royaume de Sardaigne lors de la Révolution de 1848. Charles-Albert signe, contre son gré, une nouvelle constitution : le Statut albertin (Statuto) du 4 mars 1848, qui suscite cependant l’inquiétude et l’opposition des nobles Savoyards. Deux chambres assistent le souverain, la Chambre haute, constitué de membres nommés par le roi et siégeant au palais Madame, et la Chambre des députés située au palais Carignan de Turin, élu par les citoyens sachant lire, écrire et payant plus de 20 francs d’impôts. La Savoie, avec 583 812 habitants, compte 51 000 électeurs qui envoient 79 députés élus entre 1848 et 1860. Par ailleurs, elle possède cinq représentants à la Chambre haute de Turin,.
Les républicains français de 1848 réclament la liberté en France, mais aussi l'affranchissement des peuples étrangers. Face au développement du chômage à Paris, Lamartine conseille aux émigrés savoyards de rentrer chez eux. On attend de ces émigrés qu'ils provoquent un soulèvement en Savoie. Par ailleurs, le commissaire de la République Emmanuel Arago (membre de la famille de François Arago) et les voraces organisent une marche sur Chambéry le 31 mars 1848. Composée d’ouvriers de la région lyonnaise, ils s'organisent pour encadrer les réfugiés savoyards révolutionnaires avides de liberté. Selon l'historien Paul Guichonnet, le ministre français des affaires étrangères Lamartine voulut offrir une aide militaire aux Sardes pour lutter contre les Autrichiens afin de s'emparer d'une partie de la Savoie.
Cette colonne « composée de 600 à 700 hommes, dont 80 à peine étaient armés » occupe la ville de Chambéry, drapeaux tricolores français et italiens en haut des mâts, mais sans programme. Les voraces essaient d'organiser une municipalité républicaine, présidée par Philibert Reveyron entouré de douze notables siégeant à l'Hôtel de ville. Les bourgeois, le clergé et les ruraux anti-rouges prennent les armes et attaquent les casernes tenues par les ouvriers. Obéissant aux consignes de prudence du ministre des affaires étrangères Lamartine, cent quarante-huit sont finalement arrêtés et condamnés. La pression diplomatique française, et l'envoi de l'ambassadeur, permet de libérer les Français et les Savoyards compromis dans cette entreprise, ils sont expulsés vers la France.
À la suite de ces événements, un nouveau journal d’opposition fait son apparition à Chambéry : Le Patriote Savoisien Journal politique, industriel, commercial, agricole et littéraire d'opposition, le 15 juin 1848. Ce journal est dirigé par le libéral modéré Nicolas Parent. D'autres suivront, le journal satirique Le Chat à Chambéry, L'Allobroge à Saint-Jean-de-Maurienne.

### Une situation économique et sociale difficile...
En 1833, le sol de la Savoie, faute d'exploitation et de moyens, ne tire aucun parti de ses richesses. La Savoie reste tributaire d'importations françaises, suisses ou italiennes. Les draps, les chapeaux, les soieries et les étoffes précieuses viennent de Grenoble et de Lyon, les bijoux viennent des mêmes villes ou de Genève, la petite mécanique de France et de Suisse, le cuir tanné de Carouge et de Genève, la quincaillerie, de France et de Genève, les outils d'Allemagne, et les calicots ou autres produits manufacturés d'Angleterre via la Suisse et de Gênes.
L'industrie savoyarde est peu développée, exception faite de l'extraction minière. Les montagnes de la Savoie renferment du fer en abondance, du cuivre, de l'argent, du plomb et de la houille. Le minerai de fer de Saint-Georges-des-Hurtières alimente neuf grandes usines ou fourneaux à fonte de fer avec une production annuelle de 20 000 quintaux de fonte ou gueuse (barreau de fer fondu non purifié) dont la réduction en fer, à raison de quatorze onces par livre, poids de marc, équivaut à quinze quintaux de 556 livres.
Les fromages de région des diverses vallées du Faucigny, des Bauges, de Beaufort-sur-Doron, de la Tarentaise et de la Maurienne, se vendent dans le Piémont, en Lombardie, en France et en Suisse. Les suifs de chèvres sont recherchés à Lyon et à Genève, pour leur qualité dans la fabrication de chandelles. Les beurres salés par couches dans des barils, sont exportés dans le midi de la France et en Espagne. Les porcs, négociés en novembre et décembre dans les foires de la région d'Annecy, de Montmélian, de Bonneville, de La Roche-sur-Foron et de la vallée de l'Hôpital, représentent les plus gros revenus.
Selon Paul Guichonnet, « l'effroyable condition dans laquelle végétaient les ouvriers d'Annecy était celle de tout le prolétariat des états Sardes dépourvu de toute législation sociale ». Monseigneur Louis Rendu, originaire de Meyrin dans le pays de Gex, évêque d'Annecy (1842-1859) précurseur du catholicisme social, dénonce la misère du monde ouvrier, et des maîtres seuls responsables des conditions de travail, des salaires et des horaires. Il est le premier à préconiser la création dans chaque localité industrielle d'un comité de patronage composé d'un juge-mage, d'un intendant, d'un curé, d'un médecin et de deux membres nommés par le ministre de l'intérieur pour protéger la vie du prolétaire en tant qu'homme. La réponse du ministre estime qu'il est dangereux de créer des droits aux ouvriers et de les armer contre les chefs d'entreprises industrielles.
Mais la population rurale n'est pas en reste. La pauvreté frappe tout autant cette partie de la population où les conditions de vie en montagne engendrent un mauvais développement comme le rachitisme ou le développement de maladies comme le goitre ou le crétinisme. Ces dernières touchent environ 3 % de la population d'après la Commission royale de 1848.
Avec l'avènement de Louis Napoléon Bonaparte le 10 décembre 1848, l'idée d'une union de la Savoie à la France, plus respectueuse de la religion catholique et plus stable économiquement que le royaume sarde, fait son chemin auprès d'une partie de la bourgeoisie locale. Cependant, la majorité des Savoyards envisage cette éventualité avec indifférence.

### ... mais un réveil industriel
La nécessité d'unir le royaume sarde à la France, se traduit par deux études concernant une nouvelle ligne de communication ferroviaire entre la France et la Savoie : celle de Joseph François Médail, commissionnaire en douane puis un entrepreneur de travaux publics, qui présente un projet sur le percement possible d'un tunnel sous le mont Fréjusle 30 août 1839, et le 10 décembre 1839, le quotidien « Gazetta del Piemonte (Gazette du Piémont) » présente, une étude de Camillo Benso, comte de Cavour, montrant l'utilité de relier, par une voie ferrée le royaume de Sardaigne à la France en perforant un tunnel sous le mont Fréjus. Un avant-projet sur une nouvelle ligne de communication entre la France et la Savoie est présentée le 14 septembre 1840 au congrès scientifique de Turin. Ce plan concerne un tunnel de dix kilomètres, percé à 650 mètres au-dessous du mont Cenis.
L’ingénieur belge Jean Marie Henri Maus, à la demande du roi Charles Albert, est chargé de l'étude du tracé pour réaliser la ligne de chemin de fer entre Modane et Suse. Trois rapports seront présentés en date du 8 août 1845, du 26 mars 1846, et du 29 juin 1848.
Exemple de l'investissement local dans la modernisation agricole et la hausse des rendements, le comice agricole de Saint-Jean-de-Maurienne rassemble à partir de 1843 la plupart des notables de la province : Mgr François-Marie Vibert évêque de Maurienne, l'intendant de la province chevalier d'Alexandry, le sénateur de Chambéry Anselme, le propriétaire des hauts fourneaux d'Epierre Balmain, l'avocat et propriétaire d'établissements industriels de Randens Grange, le docteur Mottard, etc.
Vers 1815, il y a, dans la vallée de l'Arve (Cluses), dans les provinces de Carouge et du Faucigny en Savoie, près de 1 800 ouvriers qui travaillent dans les métiers de l'horlogerie et la petite mécanique. La filature de coton d'Annecy, la « plus importante des États sardes » fondée en 1806 et propriété du baron de Termignon Jean-Pierre Duport, dans les restes du couvent de Sainte-Claire, embauche plus de 1000 personnes dès 1847 pour travailler sur 998 métiers à tisser et 33 595 broches de filature.
Cette industrialisation entraine des conditions de travail effroyables : « chaque métier était servi par un fileur payé aux pièces et gagnant vers 1848, 2 francs par jour. Un enfant employé comme manœuvre pour 14 heures, devait rattacher le fil lorsqu’il était cassé, et payé 70 centimes par jour et 15 centimes pour une petite fille. Comme le fileur était payé aux pièces, il avait intérêt à presser le travail du malheureux enfant pour augmenter la production ».
Le duché de Savoie possède de nombreuses sources d’eaux thermales, mais celles-ci sont peu exploitées. Celles d’Aix-les-Bains et de Saint-Gervais sont les seules exploitées en 1830. La source de Brides-les-Bains près de Moûtiers dans la vallée de la Tarentaise est découverte en 1818, à la suite d’une grande crue de la rivière du Doron de Bozel et en 1845 est inauguré le premier complexe thermal.

### La guerre d'indépendance de l'Italie

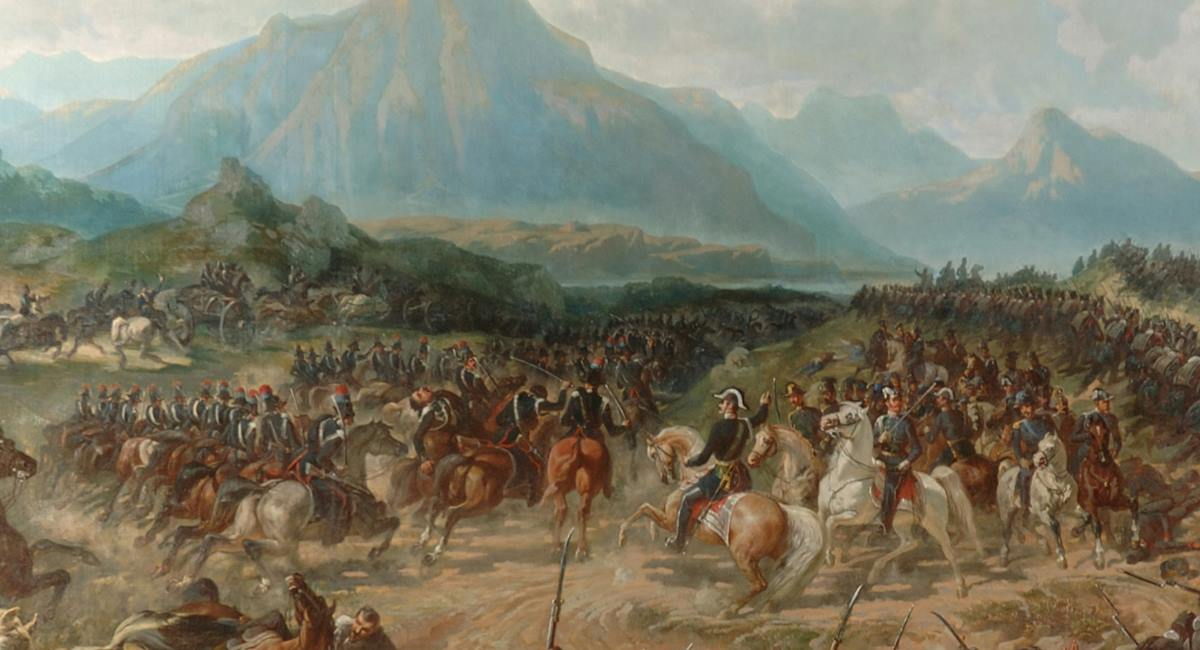
Le 30 avril 1848 à Pastrengo, la cavalerie du roi Charles-Albert de Sardaigne charge les lignes ennemies.

La formation de l'Italie moderne débute avec la première guerre d'indépendance en 1848 contre l'occupation autrichienne. Charles-Albert avec le soutien des principaux états de la péninsule italienne, espère vaincre les autrichiens qui possèdent la Lombardie et la Vénétie depuis le Congrès de Vienne. En mars 1848, les Milanais se soulèvent contre le gouvernement des Habsbourg et, après cinq jours d'intenses combats de rue, forcent le maréchal autrichien Radetzky et ses troupes à évacuer la ville. Les troupes sardes et des volontaires savoyards pénètrent en Lombardie le 25 mars 1848, pour l'affranchir du joug de l'Autriche. À Pastrengo, à Rivoli, et à Volta, la brigade de Savoie se bat avec bravoure en repoussant l'ennemi. Le drapeau de l'arme est décoré de la première médaille d'Argent à la valeur militaire, et la brigade reçoit les compliments du souverain.
Pourtant, cette guerre n'est pas populaire en Savoie :
- « Une haute et puissante barrière sépare la Savoie et l'Italie, ses mœurs, ses habitudes, sa langue, son commerce ne lui assignent aucune place dans la grande famille italienne qui doit se constituer un jour » : affirme Louis Marie Pantaleon Costa devant la Chambre, le 27 décembre 1848[70],[71]
- « Si la guerre de l'Indépendance est populaire en Piémont, elle ne l'est pas en Savoie. Vous combattez pour votre indépendance et votre nationalité : mais nous, pourquoi combattons-nous ? »[72] fait remarquer le député Gustave de Martinel lors de la séance du 1er mars 1849 à la Chambre[73].
- Un député résume ainsi la situation : « Votre cause n'est pas la nôtre »[72].

La guerre d'indépendance peu populaire, la décentralisation administrative, les tarifs de douanes qui renchérissent les importations françaises, l'emprunt forcé pour régler les indemnités d'armistice sont dénoncés en Savoie. Le 16 février 1849, seize députés savoyards élaborent et signent un mémoire retraçant un inventaire sur l'état sociétal de la Savoie dans lequel ils réclament l’autonomie du pays, qui avait jadis conquis le Piémont, mais qui aujourd'hui est son vassal.
L'appartenance au royaume sarde est de plus en plus remise en cause par la gauche, la droite ou les conservateurs savoyards. Au même moment Victor-Emmanuel II de Savoie qui a succédé à son père, Charles-Albert, après l'échec de cette première guerre et Camillo Cavour recherchent l'aide d'un allié puissant comme la France pour briser la tutelle autrichienne, qui lui demande des contreparties.

### L'organisation administrative
La loi du 30 août 1840 modifie l'organisation territoriale administrative du duché de Savoie, en maintenant les huit provinces, et en attribuant à la Savoie-Propre un intendant général indépendant siégeant à Chambéry et au Genevois un intendant général indépendant siégeant à Annecy. L'intendant général de Chambéry garde dans sa circonscription les intendances particulières de Maurienne, Haute-Savoie et Tarentaise. Les lois et règlements de l'administration publique, ainsi que les circulaires et instructions émanant des intendants généraux savoyards étaient couramment publiés en langue française.
La loi du 31 octobre 1848 entérine la loi du 30 août 1840 en donnant à la circonscription de l'intendant général le titre de division administrative de Chambéry et en instituant un conseil divisionnaire élu comme les conseils provinciaux des quatre provinces.
À la veille de l'annexion de 1860, l’organisation territoriale du duché de Savoie est remaniée en deux divisions administratives, celle de Chambéry et celle d'Annecy, préfigurant les futurs départements de la Savoie et de la Haute-Savoie, instaurés en vertu de l'exercice des droits de cité de la Constitution de l'an VIII. Chacune de ces divisions administratives sont subdivisées en provinces, quatre pour Chambéry et trois pour Annecy, en mandements, respectivement 29 et 22, et enfin en communes, 341 et 289. La population est estimée à 592 223 sur une surface de 1 016 490 ha.

## Victor-EmmanuelIIde Savoie (1849 - 1861) et la séparation

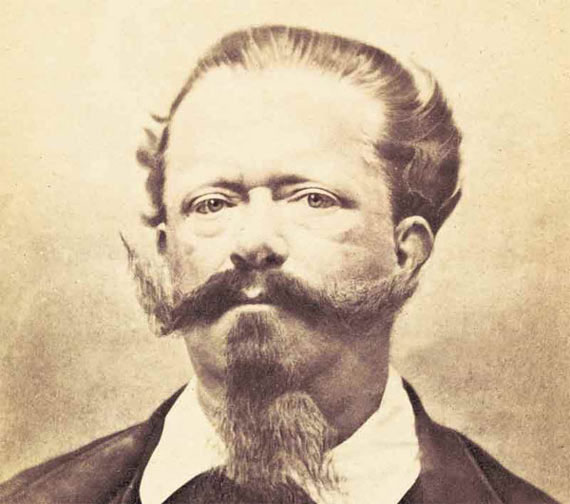
.

La participation à la guerre d’indépendance italienne lasse les Savoyards, mais aussi les sujets italiens du roi Charles-Albert à la suite des différentes défaites. La défaite de Novare (23 mars 1849) provoque, dès le lendemain, l’abdication du roi alors présent sur le champ de bataille. Il s'exile ensuite à Oporto (Portugal). La couronne passe donc à son fils Victor-Emmanuel. Il désire faire un État moderne, il conserve, en dépit des pressions autrichiennes, le Statuto, et accepte un gouvernement libéral.

### Une société traditionnelle
La société savoyarde s'organise hiérarchiquement, de façon traditionnelle, avec un clergé très présent, s'occupant tant de la foi que des bonnes mœurs ; des nobles et une bourgeoisie qui se partagent les postes administratifs, politiques, judiciaires ou encore militaires ; quelques ouvriers, et surtout une grande majorité constituée de paysans. Jacques Lovie, dans son ouvrage La Savoie dans la vie française (1963), observe que la Savoie ne dispose pas des ressorts nécessaires pour aborder les changements à venir. La société se trouve donc relativement cloisonnée à la veille de l'annexion, sans parler de l'effet de l'isolement des villages lors de la période hivernale.

#### La création du tunnel ferroviaire du Mont-Cenis
Le 31 août 1857, le roi Victor-Emmanuel II ordonne le début des travaux d'un tunnel ferroviaire. Sous la direction du Savoyard Germain Sommeiller, on procède à la mise à feu de la première mine de percée du tunnel ferroviaire du Mont-Cenis. La ligne de chemin de fer reliant Aix-les-Bains-Saint-Jean-de-Maurienne est terminée en 1856, et son raccordement par Culoz au réseau français est très controversé. Il faut attendre les 17 au 19 septembre 1871 pour voir le train inaugural, parti de Turin, rejoindre Modane, où est basé le ministre des Travaux Publics Victor Lefranc en compagnie de Ferdinand de Lesseps.
Pour que le projet soit agréé par les représentants du gouvernement sarde, en 1854, l'ingénieur savoyard Germain Sommeiller doit rédiger en italien ses ébauches et esquisses, qui sont ensuite traduites en français à l'attention des techniciens savoyards.

#### L'urbanisation d'Annecy

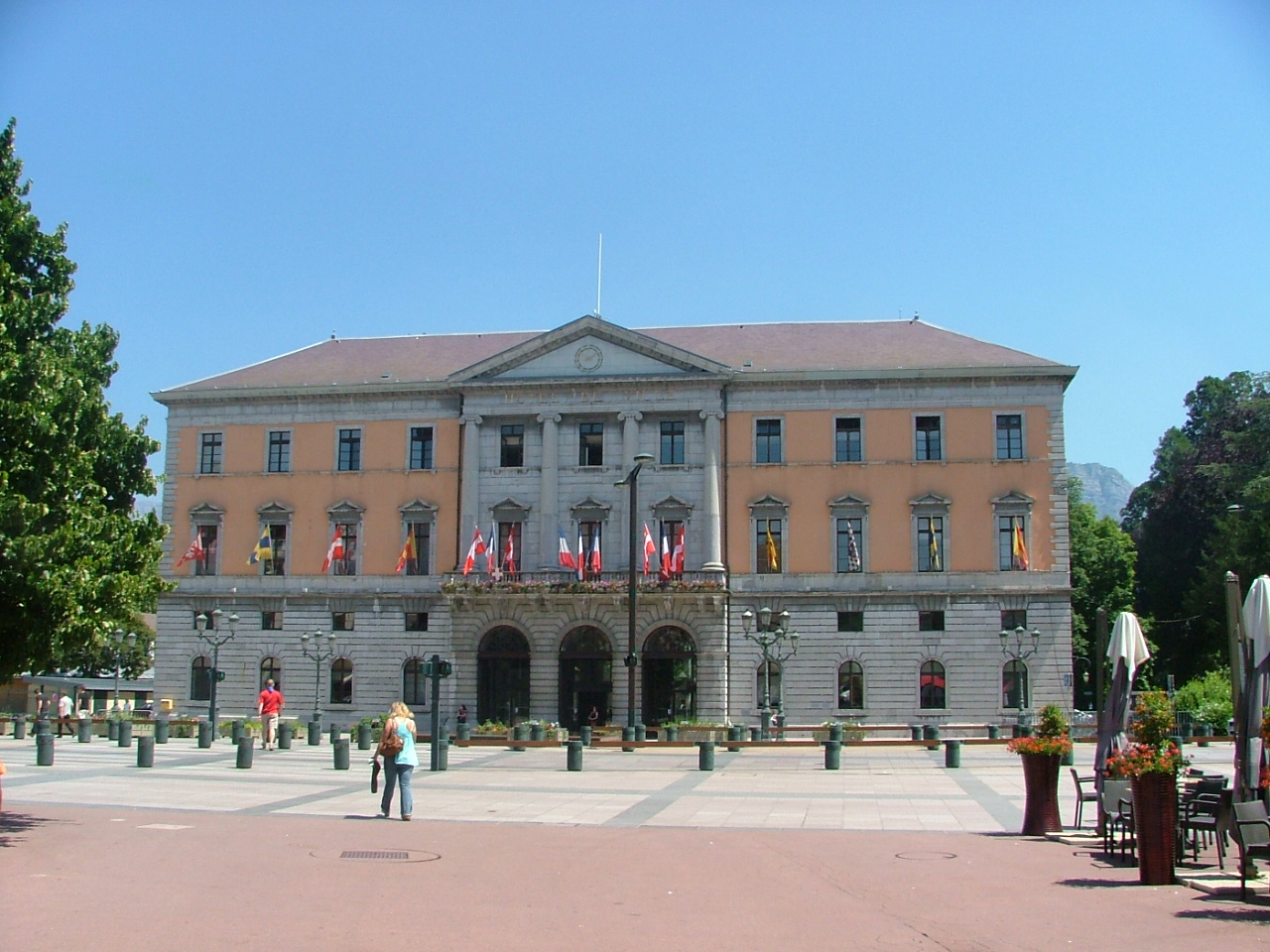
Hôtel de ville d'Annecy. Bâtiment de style néo-classique sarde.

Annecy devient un grand centre manufacturier du royaume de Sardaigne et le creuset vital de la Savoie du Nord avec ses dix mille habitants. La manufacture de coton, la « plus importante des États sardes », a été ouverte en 1804 par Jean-Pierre Duport, dans les restes du couvent de Sainte-Claire. De grands travaux d'urbanisme, débutés en 1794, sont effectués dans la ville, tels que le pavage des rues et des places, la construction de ponts et de quais, et la construction de l'hôtel de ville, dans un style néo-classique sarde, en 1848 et inauguré en 1857.
L'aménagement de la rive du lac et la création du jardin public, permettront aux promeneurs du dimanche de passer le pont des Amours et de traverser le champ de Mars, pour joindre le centre ville. La distribution en eau potable et la modernisation en éclairage au gaz donnera un essor économique à la région d'Annecy.

### Vers la réunion de la Savoie à la France

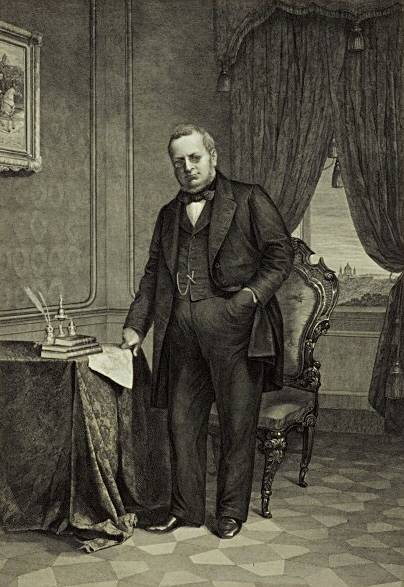
Camillo Benso di Cavour.

Camillo Benso di Cavour (Savoyard par sa grand-mère paternelle, de la famille de Sales) se retire sur son domaine de Leri dans la province de Verceil (Piémont) en Italie, milite dans une association agraire et dirige le journal Risorgimento.
En Savoie, la question des droits du clergé est des plus importantes et les mesures prises rencontrent l’hostilité des députés de Savoie. En effet, les lois Siccardi de 1850 prévoient la suppression des immunités ecclésiastiques, la réduction des fêtes légales et l'abolition du droit d'asile dans les églises. On note pourtant que cette loi renforce la popularité de Victor-Emmanuel II dans tout le royaume, comme l'atteste une lettre de Camille Dunant, fonctionnaire sarde et témoin du passage du roi à Annecy  en mai 1850 "Les cris les plus fréquents étaient ceux de Vive le roi ! Vive la constitution ! Vive la loi Siccardi !". La loi « Rattazzi », élaborée de novembre 1854 au 29 mai 1855, supprime les ordres monastiques, séquestre les biens des couvents et crée une caisse ecclésiastique chargée de réemployer les religieux. Lors du vote à la Chambre, une majorité de députés savoyards votent contre. Ils s'opposent d'ailleurs à l'adjudication de la mise en ferme du domaine de Hautecombe. Ces inventaires suscitent la réprobation populaire à Chambéry, Yenne et La Roche. D'ailleurs, cette loi, tout autant que l'intervention en Crimée, provoque aux élections de 1857 une radicalisation, la Savoie élit 20 députés conservateurs catholiques sur 22. Les mouvements et les opinions sur l'annexion de la Savoie à la France deviennent de plus en plus radicaux, les ennemis d'hier sur le rattachement en 1848, deviennent de farouches partisans en 1860.
De nouveaux impôts mécontentent la population et la presse dénonce la forte imposition des ouvriers et des paysans déjà lourdement taxés, notamment en raison de la participation des armées sardes à la guerre de Crimée (1853-1856) et des mauvaises récoltes. Cette participation à la guerre est voulue par Cavour qui souhaite se concilier le soutien des Français. Dès 1852, il déclare que « c'est de la France surtout que dépendent nos destins ». Parmi les forces envoyées en Crimée se trouve la brigade de Savoie, commandée par le colonel Philibert Mollard, qui reçoit à cette occasion le grade de commandeur de la Légion d'honneur.
À la veille de 1860, l'opinion savoyarde se trouve divisée entre ceux qui approuvent et ceux qui contestent la politique de Camillo Benso di Cavour. Les journaux L'Écho du Mont Blanc, et Le Courrier des Alpes en 1858, après l'information de la naissance du prince impérial Louis Napoléon, provoquent les autorités sardes en terminant l'article avec : Vive l'Empereur ! Vive la France ! Vive la Savoie. Du côté des provinces voisines de la Suisse (Faucigny, Chablais, Bas-Genevois), on s'interroge éventuellement sur un rattachement à la Confédération suisse. Les partisans de ce rapprochement diffusent leurs idées à travers La Savoie du Nord, fondée à Bonneville. Une pétition sur ce projet circule et recueille plus de 13 651 signatures, dans 60 communes du Faucigny, 23 du Chablais français et 13 aux environs de Saint-Julien-en-Genevois.
Les députés constitutionnels et les libéraux, comme Antoine Louaraz, soutiennent Camillo Benso di Cavour, mais revendiquent pour la Savoie des franchises douanières allégées et une lutte plus accentuée contre la puissance du clergé. Leurs journaux Le Patriote savoisien, L’Indépendant du Faucigny s'opposent au despotisme napoléonien et à la séparation de la Savoie et du Piémont.
Napoléon III échappe à l'attentat fomenté par le comte Felice Orsini le 14 janvier 1858, figure notoire du Risorgimento italien, qui faillit compromettre la collaboration franco-sarde. L'empereur rédige une lettre assez sèche à Victor-Emmanuel II, le priant de sévir contre les révolutionnaires. Mais une lettre d'Orsini lue devant la cour d'assises de la Seine est publiée dans le journal officiel de Turin : « Que votre Majesté ne repousse pas le vœu suprême d'un patriote sur les marches de l'échafaud qu'elle délivre ma patrie, et les bénédictions de 25 millions de citoyens la suivront dans la postérité ».
En mai 1858, le docteur Henri Conneau médecin de l'empereur se rend à Turin pour informer Camillo Cavour du prochain voyage impérial à Plombières. Le 21 juillet 1858 a lieu la rencontre entre Camillo Cavour et Napoléon III, dans le pavillon des princes. Dans cette paisible cité vosgienne, le sort de la Savoie est réglé.

### La guerre contre l'Autriche (mai-juillet 1859)

La bataille de Varèse en 1859 (Quinto Cenni).

Au début de l’année 1859, le gouvernement sarde adopte un comportement provocateur envers l’empire autrichien. Giuseppe Mazzini et Giuseppe Garibaldi rentrent en Italie pour organiser un corps de volontaires, nommés « les chasseurs des Alpes » (Cacciatori delle Alpi), sans mettre de limites dans l’enrôlement des exilés provenant du royaume de Lombardie-Vénétie sous domination autrichienne. Les Autrichiens informés de l'entrevue de Plombières décident de mener la première action avec l’intention de reconduire l’opération qui avait réussi au maréchal Joseph Radetzky contre Charles-Albert de Sardaigne, à Novare en 1849. Le 26 avril, l’Autriche déclare la guerre au royaume de Sardaigne. La France, engagée par une alliance défensive et sans opposition politique interne, décide d’honorer le traité.
Camillo Cavour, assuré d'être soutenu par la France, refuse l'ultimatum autrichien du 23 avril 1859. Le 27 avril, les Autrichiens passent la rivière du Tessin. Les troupes françaises arrivent par la mer Méditerranée et par le Mont-Cenis, et sont acclamées par la population savoyarde, lors de la traversée de la ville de Chambéry et tout au long de la vallée de la Maurienne ce qui fait dire à Costa de Beauregard : « l'idée d'une guerre italienne est en Savoie, universellement impopulaire. Tant que nous resterons unis, vous verrez la Savoie au premier rang combattre les ennemis du Piémont. ». Les cravates rouges de la brigade de Savoie et les hommes de la 3e division du général savoisien Philibert Mollard emportent baïonnette à la main et au pas de charge la colline de la Madona della Scoperta, lors de la bataille de San Martino, le 24 juin 1859.
En France, la cession de la Savoie semble la plus probable, comme rançon des sacrifices humains. Les populations du Sud de la Savoie sont très favorables à cette union pour leur apporter une protection militaire et un échange commercial intéressant.

## 1860: l’Annexion

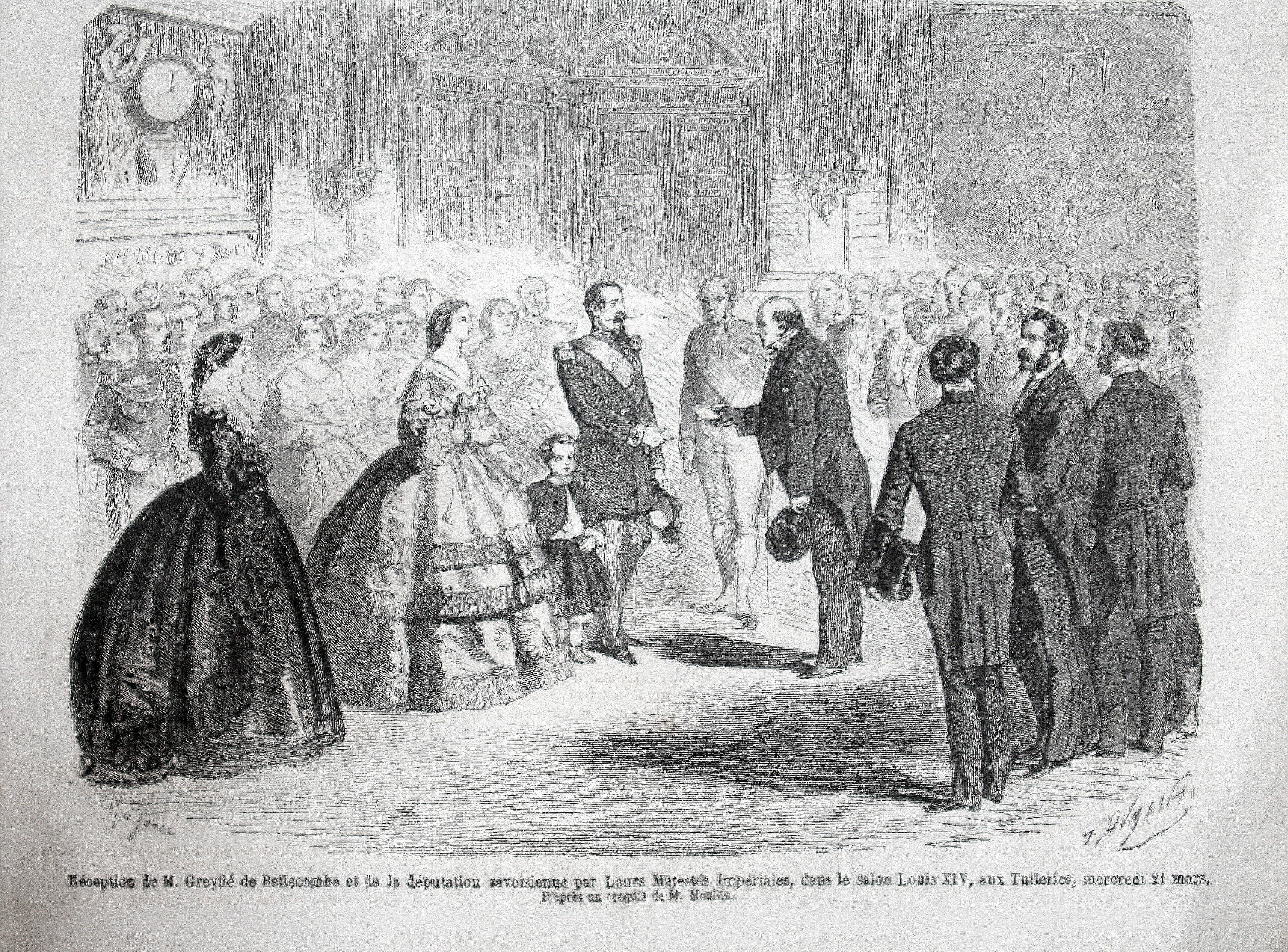
Croquis de M. Moulin, paru dans Le Monde Illustré, journal hebdomadaire, no 155, 31 mars 1860. Commentaire : Réception de M. Greyfié de Bellecombe et de la députation savoisienne par Leurs Majestés Impériales, dans le salon Louis XIV, aux Tuileries, mercredi 21 mars.

À la demande de la France pour son appui dans la conquête de la Lombardie alors que le gouvernement sarde considère que la France n'a pas tenu ses engagements en mettant fin unilatéralement à la guerre, Victor-Emmanuel II de Savoie, roi de Sardaigne cède à la France par le traité de Turin du 24 mars 1860, le duché de Savoie et le comté de Nice.

### Les préparatifs: une propagande efficace
Durant les mois de préparation du plébiscite d'avril, décidé par les deux princes pour légitimer cette réunion aux yeux du Royaume-Uni, mais aussi de la Suisse voisine, une vive propagande pro-annexionniste se met en place sous la direction du sénateur français Armand Laity, nommé commissaire impérial extraordinaire. On craint ainsi qu'une partie de la Savoie demande d'intégrer la Confédération suisse. Ainsi, les deux gouverneurs de Chambéry et d’Annecy sont prévenus : « Il faut avoir à la tête de chaque commune un syndic franchement dévoué à l'annexion française car c'est lui qui doit donner l'impulsion et présider aux opérations électorales. Un syndic dévoué aux « piémontistes » ou faisant vœux pour la Suisse serait tout à fait déplacé, dans une pareille circonstance Nous apprenons avec plaisir que de grandes épurations ont été faites déjà dans la Province de Chambéry, parmi les syndics hostiles ou suspects. Le gouverneur d'Annecy ferait certainement de même, si c'était nécessaire. »,. Le docteur Albert-Eugène Lachenal, gouverneur-régent d'Annecy appliquera ces consignes. Tout est fait pour préserver l'unité de l'ancien duché et le projet de réunion. D'ailleurs, afin de contrer l'éventualité d'un projet de rattachement à la Suisse, on lance l'idée d'une grande zone franche couvrant la majeure partie de la Savoie du Nord.

### La zone franche
Entre février et mars 1860, une pétition circule en Chablais et Faucigny pour un rattachement à la Suisse. La pétition indique : « Nous avons été réunis à la France pendant quelques années et un grand nombre sentent encore leur cœur battre au souvenir de cette époque. Nous sommes étroitement unis au Piémont depuis 1848. Cependant, malgré toutes nos sympathies soit pour l'Italie libre, soit pour la France, d'autres sympathies d'un autre ordre plus élevé nous mènent à décider l'annexion à la Suisse... Oui, tel est notre désir le plus ardent, fondé sur nos rapports exclusifs avec Genève, sur nos intérêts commerciaux, sur tant d'avantages que nous ne saurions trouver ailleurs. ». Elle reçoit le soutien du Journal de Genève qui relaye les différentes initiatives pro-suisses. En réalité, cette idée d'une union à la Suisse est le fait de deux villages savoyards, Boëge et Saxel. Cette dernière reçu 13 651 signatures dans 60 communes du Faucigny, 23 du Chablais français et 13 aux environs de Saint-Julien-en-Genevois,,. Cette initiative est par ailleurs encouragée par Berne, soutenu par le Royaume-Uni, malgré l'opposition de plusieurs canton-villes alémaniques du plateau suisse à la création d'un 23e canton qui soit à la fois francophone et à majorité catholique.
Le Courrier des Alpes, quant à lui dans son édition du 18 février 1860, dénonce ces « manœuvres » visant à diviser le duché,. Pour éviter cette division de la partie Nord, le député libéral de Bonneville, Joseph Jacquier-Châtrier fait la promotion d'une grande zone franche devant englober le Chablais savoyard et le Faucigny. Il indique que : « N'en doutez pas, l'Helvétie a ses partisans. Un pays qui ne paye pas d'impôts, qui n'est pas travaillé par des ambitions dynastiques et qui n'est pas privé, par la levée militaire et un service permanent, de la fleur de sa jeunesse, ce pays-là a un prestige qui vaut bien celui des trois couleurs... »,.
Ce projet de zone est combattu par le journal savoyard pro-suisse, La Savoie du Nord, et le Journal de Genève qui dans son édition du 2 mars 1860 s'oppose ainsi à celle-ci « Cette promesse de zone est un mensonge, on veut vous tromper pour vous faire voter pour la France. (...) Soyez certains que si la France prend le Chablais et le Faucigny, c'est pour forcer plus tard Genève à devenir française et, pour cela, il faut nécessairement que la ligne douanière soit aux portes mêmes de cette même ville et l'enserre comme un carcan pour lui faire crier merci et obtenir sa reddition ».
La zone franche reprend en partie la zone douanière préexistante située sur la vingtaine de communes savoyardes frontalières avec le canton de Genève (une partie d'entre elles sont d'ailleurs données à la Suisse par le traité de Turin de 1816). En réalité, elle comprend trois ensembles distincts, à ne pas confondre avec la zone neutralisée de Savoie, :
- la « zone sarde de Saint-Julien » (151 km2), instauré par l'article III du traité de Turin de 1816.
- la « zone sarde de Saint-Gingolph » (33 km2), instaurée par un manifeste royal du 9 septembre 1829.
- une grande zone en Savoie du Nord (3 112 km², soit 70 % du département de la Haute-Savoie), constituée des arrondissements de Thonon (Chablais), de Bonneville (Faucigny) et une partie de celui de Saint-Julien-en-Genevois (Haut-Genevois), créée en 1860. Elle est exonérée de tous droits d'entrée des produits en provenance de Suisse, par contre les produits étaient taxés lorsqu'ils passaient la frontière dans l'autre sens[Note 17].

Si les populations étaient plutôt favorables à cette mise en place, la propagande française sous la direction du sénateur Armand Laity, relayée par le gouverneur d'Annecy, le docteur Lachenal, est plutôt efficace. Par ailleurs, des savoyards de Paris reviennent dans leur province d'origine pour mobiliser leurs compatriotes.

### La proclamation du vote
Le vote des 21 et 22 avril 1860, dont chaque savoyard connait d'avance les résultats, se déroule dans le calme. Les églises chantent la messe et le Domine salvum fac Imperatorem (Seigneur protège l'empereur). Le 29 avril, la cour d'appel de Chambéry, dans sa chambre des audiences solennelles, officialise les résultats du plébiscite dont la question était : « La Savoie veut-elle être réunie à la France ? » Le scrutin secret a lieu par « Oui » ou par « Non », exception faite pour la partie Nord du duché, où un bulletin « Oui et Zone » est mis en place considéré comme l'expression d'une approbation.
| Territoire                                  | Date        | Inscrits | Votants | Favorable au rattachement | Votant « Oui et Zone Franche » | Contre l'annexion | Abstention | Nuls (dont pro-suisse) | Armée           |
| ------------------------------------------- | ----------- | -------- | ------- | ------------------------- | ------------------------------ | ----------------- | ---------- | ---------------------- | --------------- |
| Savoie                                      | 22/23 avril | 135 449  | 130 839 | 130 533                   | 47 076                         | 235               | env. 600   | 71                     | 6 033 sur 6 350 |
| Sources : Henri Ménabréa - Paul Guichonnet. |             |          |         |                           |                                |                   |            |                        |                 |

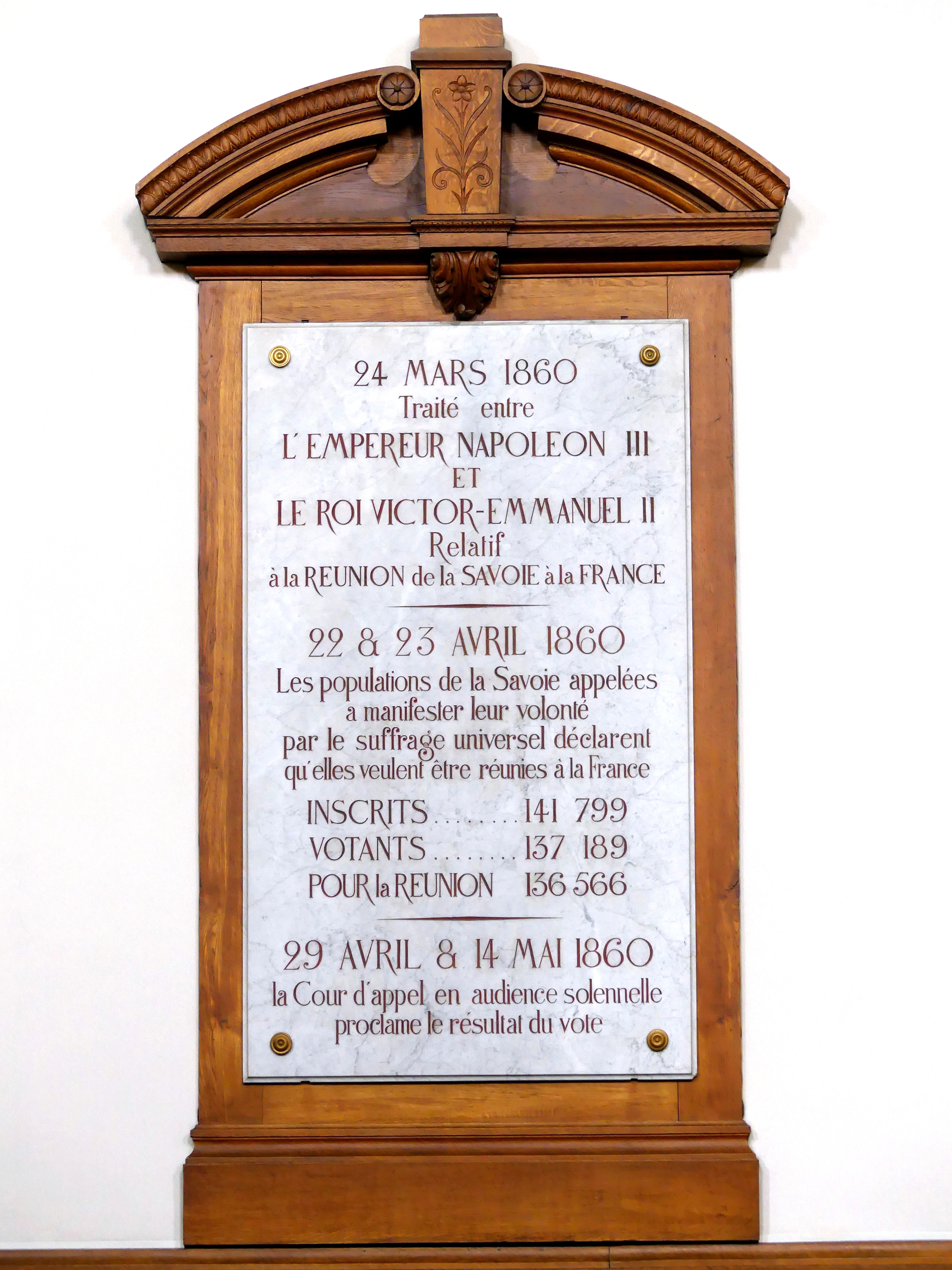
Plaque commémorative de l’annexion dans la salle des audiences solennelles du palais de justice de Chambéry dans laquelle les résultats du plébiscite ont été proclamés et officialisés.

Le 29 mai 1860, la chambre de Turin ratifie par 229 voix contre 33 et 25 abstentions le traité de cession du 24 mars, et le Sénat par 92 voix contre 10. Le 12 juin 1860, le sénat de Paris adopte le sénatus consulte de rattachement. La constitution et les lois françaises deviennent exécutoires à partir du 1er janvier dans toute la Savoie et l'arrondissement de Nice, qui à partir de ce jour font partie intégrante de l'Empire français. Le 14 juin, au château de Chambéry, se déroule la cérémonie officielle de « remise du territoire savoisien et sa réunion à la France » avec l'échange de signatures entre le sénateur Armand Laity, commissaire de l'empereur, le chevalier Carlo Bianchi de Castagné commissaire du roi de Sardaigne, en présence des deux futurs préfets de Savoie et de Haute-Savoie.
Le plébiscite est unanime. Il faut toutefois rappeler que dans des communes, les bulletins « non » étaient absents. L'intendant de Maurienne, Édouard Milliet de Faverges et de Challes, écrit le 16 avril 1860 au gouverneur intérimaire à Chambéry, Charles Dupasquier : « Quant aux bulletins « NON » aucun n'a été distribué… La légalité tue, disait M. Guizot, M. Laity m'a fait comprendre qu'il faut se défendre aussi contre la légalité. Combien de fois ne l'ai-je pas maudite ! Que d'iniquités avec la légalité ! Elle est d'autant plus digne de haine qu'elle est souvent souverainement hypocrite ! Et cependant, sans cette légalité, avec les meilleures intentions du monde on mènerait tout à la diable. En attendant, je laisse aller à la diable les bulletins non »,.

#### Ouvrages généraux
Voir aussi la bibliographie générale sur l'article « Histoire de la Savoie », dont :
- [Leguay 2005] Emmanuel Cerisier, Thérèse Leguay et Jean-Pierre Leguay, Histoire de la Savoie, Paris, Éditions Jean-paul Gisserot, 2005, 128 p. (ISBN 2-87747-804-1 et 978-2-8774-7804-5).
- [Delaloy 2002] Gérard Delaloye, Un Léman suisse : la Suisse, le Chablais et la neutralisation de la Savoie (1476-1932), Yens-sur-Morges/Saint-Gingolph, Éditions Cabedita, Coll. « Archives vivantes », 2002, 134 p. (ISBN 2-88295-345-3 et 978-2-8829-5345-2).
- [Sorrel 1996] Jean-Marie Mayeur, Christian Sorrel (dir.) et Yves-Marie Hilaire, La Savoie, t. 8, Paris, Beauchesne, 1996, 443 p. (ISBN 2-70101-330-5 et 978-2-7010-1330-5).
- [Edighoffer 1992] Histoire de la Savoie, PUF, coll. Que sais-je ?, 1992, 128 p. (ISBN 978-2-13-044838-9).
- [CH 1969] Cahiers d'Histoire (Revue) : « La Savoie. Des origines à nos jours » (Tome V, 4), Lyon, PUF, mars 1969.

#### Ouvrages sur la période
- Centre d'études franco-italien, Culture et pouvoir en Italie et dans les États de Savoie de 1815 à 1860, Slatkine, 2000, 157 p. (ISBN 978-8-8776-0914-4).
- Robert Avezou, « La Savoie depuis les Réformes de Charles-Albert jusqu'à l'Annexion à la France, 1re partie (1847-1852) », Mémoires et documents publiés par la Société savoisienne d'histoire et d'archéologie, t. 69,‎ 1932, p. 1-176 (lire en ligne).
- Robert Avezou, « La Savoie depuis les réformes de Charles-Albert jusqu'à l'annexion à la France, 2me partie (1852-1860) », Mémoires et documents publiés par la Société savoisienne d'histoire et d'archéologie,‎ 1933, p. 73-248 (lire en ligne).
- Victor Flour de Saint-Genis, Histoire de Savoie d'après les documents originaux depuis les origines les plus reculées jusqu'à l'annexion : La révolution (1713 à 1860), vol. 3, Chambéry, Imprimerie Bonne, Conte-Grand, 1869, 625 p.
- Hubert Heyriès, Les militaires savoyards et niçois entre deux patries, 1848-1871 : Approche d'histoire militaire comparée : armée française, armée piémontaise, armée italienne, vol. 30, Montpellier, UMR 5609 du CNRS, Université Paul-Valéry-Montpellier III, coll. « Études militaires », 2001, 575 p. (ISBN 978-2-8426-9385-5).
- Sylvain Milbach, L'éveil politique de la Savoie, 1848-1853 : Conflits ordinaires et rivalités nouvelles, Rennes, Presses Universitaires de Rennes, coll. « Histoire », 2008, 216 p. (ISBN 978-2-7535-0697-8, lire en ligne).
- Sylvain Milbach, Entre Piémont et France : la Savoie déroutée, 1848-1858, Chambéry, Éditions de l'université de Savoie, 2008, 302 p. (ISBN 978-2-9157-9750-3, ISSN 1771-6195).
- André Palluel-Guillard, La Savoie de Révolution française à nos jours, XIXe-XXe siècle, Ouest France Université, 1986, 626 p. (ISBN 2-85882-536-X).

#### Ouvrages sur l'Annexion de la Savoie
Voir aussi la bibliographie principale :
- Denis Varaschin (dir.), Aux sources de l'histoire de l'annexion de la Savoie, Peter Lang, 2009, 625 p. (ISBN 9-05201-570-8).
- Paul Guichonnet (préf. Henri Baud), Histoire de l'annexion de la Savoie à la France et ses dossiers secrets, Roanne, Éditions Horvath, 1982, 354 p. (ISBN 978-2-71710-235-2).
- Friedrich Engels, La Savoie, Nice et le Rhin (1860), in Karl Marx, Friedrich Engels, Écrits militaires. Violence et constitution des états européens modernes, éditions L'Herne, traduction et introduction de Dangeville, 1970, p. 449–490.

#### Institutionnels
- Dossiers sur le site des Archives départementales de la Savoie et de la Haute-Savoie - Sabaudia.org
  - André Palluel-Guillard, « La Savoie de 1815 à 1860 : La période sarde » (consulté le 26 juillet 2013) - 4 pages ainsi qu'une chronologie.
- Archives départementales, « Révolution, Empire et restauration sarde », Conseil général de la Savoie, 2011 (consulté le 4 novembre 2011).
- Conseil général de la Savoie/Conseil général de la Haute-Savoie, « 150 ans du Pays de Savoie », sur abaca-studio.com, 2010 (consulté le 4 novembre 2011) - Site officiel répertoriant les différentes célébrations à l'occasion du Cent-cinquantenaire de l'Annexion.
- Collectif, « Savoie » dans le Dictionnaire historique de la Suisse en ligne, version du 15 janvier 2015.

#### Autres
- « 150 ans de l'Annexion de la Savoie » (consulté le 4 novembre 2011). Blog publié à l'occasion du Cent-cinquantenaire de la Savoie. Avec la participation de Rémi Mongenet, auteur savoyard.
- Gisèle Roche-Galopini, « 1860. La ré-union de la Savoie à la France », Association 1851 pour la mémoire des résistances républicaines (consulté le 4 novembre 2011).
- Alain Cerri, « Histoire de la Savoie. Journal de bord d’une Annexion, d’un rattachement, d’une réunion », Alain Cerri (consulté le 4 novembre 2011).
- Ligue savoisienne, « Histoire de la Savoie », Ligue savoisienne, 2002 (consulté le 4 novembre 2011). Histoire vue par le mouvement indépendantiste (désannexionniste) savoisien.